# Esporte Clube ASA da Amazônia
Esporte Clube ASA da Amazônia é um clube social e esportivo brasileiro fundado por militares sediado na cidade de Manaus, Estado do Amazonas. 

## História
No dia 8 de Março de 1957, na sede do Fast Clube, foi fundada a Associação dos Sargentos do Amazonas(ASA), por militares membros do Exército Brasileiro. 
Em 1962 a agremiação iniciou a formação de seus quadros esportivos, formando equipes de futebol e vôlei entre outros.

### Suas Sedes
O clube tinha em seus primeiros anos forte setor social, organizando  bailes e de festas de carnaval. Naquela altura a agremiação tinha sede na rua Silva Ramos, Nº861 no Alto Nazaré. Já em 1963 sua sede era localizada no Nº497 da Avenida Epaminondas, no Centro de Manaus. Em 1967, na gestão do Sargento Corbiniano Henrique Filho, esta sede foi totalmente remodelada.

### O Futebol
Esportivamente, o ASA tem maior destaque no futebol. Nos anos 60 a agremiação passou a participar de torneios amadores, inclusive do primeiro Campeonato Amazonense de Escolinhas de Futebol, organizado pela Federação Amazonense de Futebol. A primeira notícia do clube em torneios da é de 1968, onde consta sua participação no Campeonato Amazonense de Futebol Amador - 1ª Categoria(Continuação do Campeonato Amazonense de Futebol - Segunda Divisão).
Em 1969 foi vice-campeão da Segunda Categoria do Campeonato Amazonense de Amadores, logo assim ingressando na Primeira Categoria de Amadores(Segunda Divisão convertida) da FAF.
Depois de muito tempo existindo no futebol amador de Manaus, em 2009 decidiu se profissionalizar para disputar a segunda divisão do campeonato amazonense.  Estreou no futebol profissional amazonense em 13 de setembro de 2009.

### O nome
O nome do clube originalmente era Asssociação dos Sargentos do Amazonas, conhecido popularmente como ASA(usando o gênero feminino "A ASA" pelo fato de ser uma associação). Para sua profissionalização, seu departamento de futebol foi reorganizado e passou a ser chamado de Esporte Clube ASA da Amazônia, com sugestões do esportista Aldenir Kniphoff da Rosa. A data de sua profissionalização é 8 de Setembro de 2009.

## Futebol Profissional

### Serie B estadual 2009
No primeiro turno da 2ª divisão do Campeonato Amazonense 2009 o time não se saiu bem, ficando apenas em 4° lugar entre os cinco participantes. Já no segundo turno a equipe recebeu alguns reforços e recuperou-se, ficando em 1° lugar, indo para a final contra o Compensão e sagrou-se Vice-campeão da 2ª divisão do Campeonato Amazonense 2009 classificando para a Primeira Divisão do Campeonato Amazonense de Futebol de 2010.

### Série A estadual 2010
Na elite do estadual, em 2010, o ASA com a mudança da Diretoria, decidiu não priorizar mais o futebol profissional em detrimento da construção da nova sede do clube, não conseguindo manter o projeto do ano anterior e principalmente não contando mais o esportista Aldenir Kniphoff, fez uma péssima campanha, tendo perdido todas as 13 partidas que disputou, culminando assim com o último lugar na classificação geral, sem ter marcado nenhum ponto, e consequentemente, o rebaixamento à Série B amazonense de 2011.

## Jogadores destacados
- O atacante Valdir Papel jogou em 2009 pelo clube, o mesmo foi Vice-Campeão da Copa do Brasil de Futebol de 2006 com o Vasco da Gama
- O Zagueiro Marvilla, campeão do Campeonato Brasileiro de Futebol de 1995 pelo Botafogo.

Na categoria máster o clube tem vários militares que, no passado recente atuaram em alguns clubes brasileiros, e ainda, outros que disputaram diversas competições(civis e militares) ou integraram seleções de Futebol do Exército Brasileiro e das Forças Armadas. Em especial podemos destacar o Subtenente Aldenir(Ex-Atleta de clubes como São Paulo, Flamengo, Internacional, Seleção do Exército e Seleção Brasileira) e o Subtenente Couto, que fez parte do grupo que foi destaque no torneio de futebol amador Peladão, em 2009. 

## Títulos

### Estaduais
- Taça TJD/FAF: 1

(2009)
- Vice-Campeonato Amazonense - Serie B: 1

(2009)